# Fortriu
Fortriu ou Reino de Fortriu é o nome com o qual os historiadores se referem a um reino picto, sendo frequentemente usado para designar os pictos em geral. Localizava-se em torno de Moray, a leste do Condado de Ross, e próximo a Strathearn,no Central Belt.